# Ōtaki, Chiba
Ōtaki (japanska: 大多喜町?, Ōtaki-machi) är en landskommun (köping) i Chiba prefektur i Japan. Ōtaki slott är en rekonstruktion av slottstornet byggd 1975. Det ursprungliga slottstornet brann ned 1842.